# Caria chrysame
Caria chrysame är en fjärilsart som beskrevs av William Chapman Hewitson 1874. Caria chrysame ingår i släktet Caria och familjen Riodinidae. Inga underarter finns listade i Catalogue of Life.

## Bildgalleri

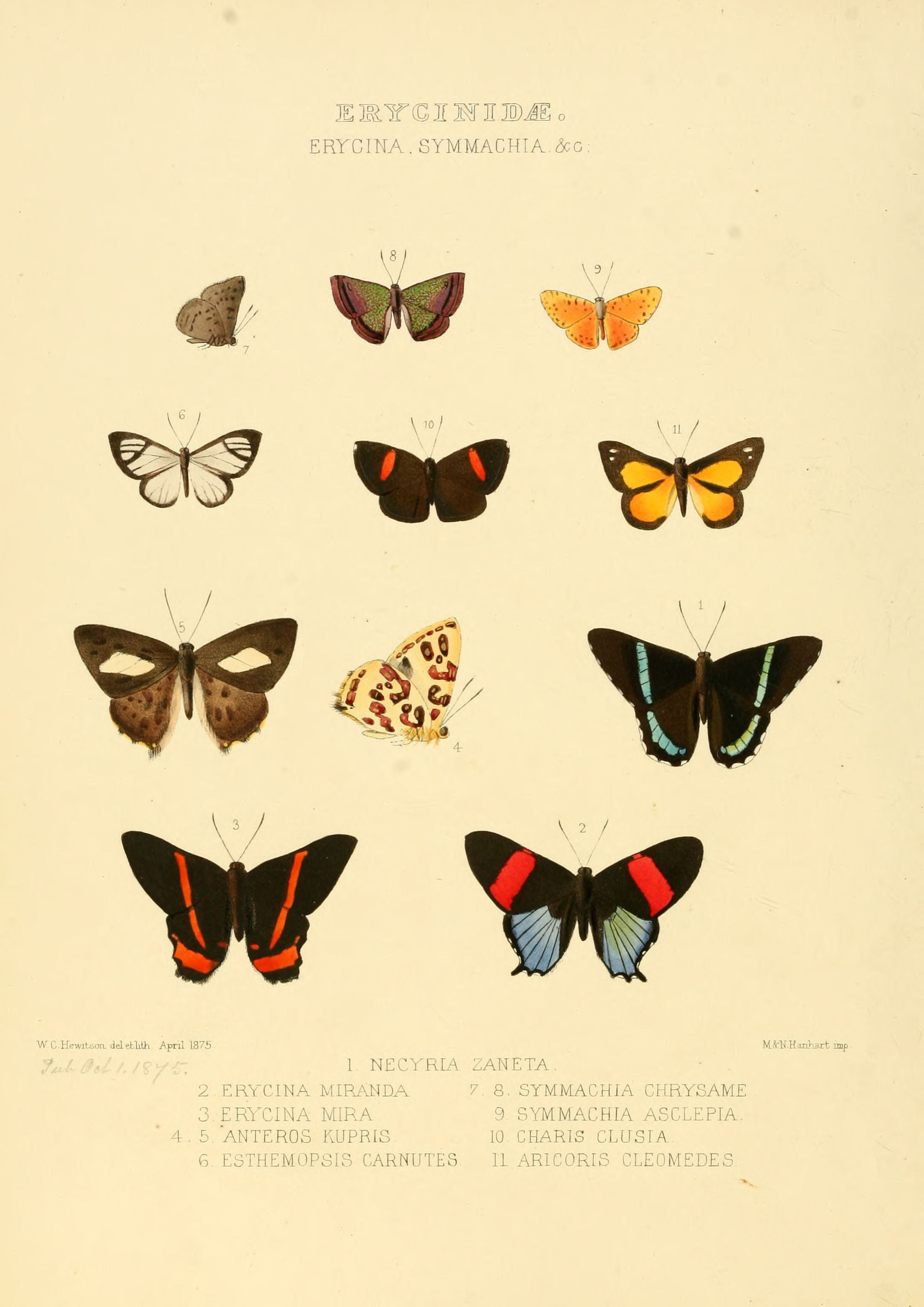